# Kilínia
Kilínia (grec moderne : Κοιλίνια) est un village chypriote situé dans le district de Paphos et comptant plus de 39 habitants.